# Habronattus carolinensis
Habronattus carolinensis là một loài nhện trong họ Salticidae.
Loài này thuộc chi Habronattus. Habronattus carolinensis được Elizabeth Maria Gifford Peckham & George William Peckham miêu tả năm 1901.